# Antiochos von Athen
Antiochos von Athen (altgriechisch Ἀντίοχος ὁ Ἀθηναῖος, lateinisch Antiochus Atheniensis) war ein hellenistischer Astrologe. Seine Schriften sind nur in Fragmenten und Auszügen (Epitome) überliefert. Zwei Werktitel sind überliefert, nämlich eine Einführung (in die Astrologie) (Είσαγογικά Eisagogika) sowie ein Thesaurus (Φησαυροί Thesauroi, wörtlich „Schätze“). Man hat weitgehend angenommen, dass es sich um zwei verschiedene Werke handelt. Dies hat auch David Pingree vertreten. Robert Schmidt ging von der Annahme aus, dass es sich um ein einzelnes Werk handele und hat auf dieser Grundlage mit seiner Übersetzung eine Rekonstruktion von dessen Inhalt versucht. Māschā'allāh ibn Atharī erwähnt einen Antikous (Ἀντικοῦς) als Autor von sieben Büchern über Astrologie, dieser ist aber wohl nicht mit Antiochos identisch.
Die Bedeutung dieser Schrift oder dieser Schriften liegt einerseits darin, dass spätere Autoren oft Modifikationen als bekannt vorausgesetzter Verfahren behandelten, Antiochos dagegen behandelt von Grund auf die Verfahren der hellenistischen Astrologie. Er selbst verwendet dabei nur die ältesten Autoren, nämlich Hermes (Trismegistos), den sagenhaften Begründer der Astrologie, die legendären Ägypter Petosiris und Nechepso sowie Timaios.
Andererseits steht Antiochos, dessen Eisagogika von Porphyrios in dessen Eisagoge zu Ptolemäus ausgeschrieben wurde und dessen Epitome von Rhetorios verwendet wurde, am Anfang einer Überlieferungskette, welche die astrologischen Verfahren bis in die Gegenwart prägt. Neben Porphyrios und Rhetorios wird Antiochos auch von Firmicus Maternus, dem Anonymus von 379, Hephaistion von Theben, Theophilos von Edessa sowie im Liber Hermetis rezipiert.
Nach Hephaistion von Theben soll Antiochos aus Athen stammen. Was die Datierung des Wirkens von Antiochos betrifft, so ist diese umstritten. Franz Cumont und Robert Schmidt datieren ihn ins 1. Jahrhundert v. Chr., wobei sie eine Identifizierung mit dem Philosophen Antiochos von Askalon vorschlagen, der zwar Mitglied der Platonischen Akademie in Athen war, von dem aber keine Schriften zur Astrologie bekannt sind. David Pingree dagegen datiert Antiochos in die zweite Hälfte des 2. Jahrhunderts, seine Argumente sind aber relativ schwach. Stephan Heilen hat sich Pingrees Datierung angeschlossen mit Verweis auf zwei Kapitel aus Porphyrios und Rhetorios, die nahezu identisch sind und in denen Antigonos von Nikaia, ein Astrologe des 2. Jahrhunderts, zitiert wird. Heilen folgert aus der Textähnlichkeit, dass beide Autoren Antiochos zitieren, wogegen eingewandt werden kann, dass der Text auch von Porphyrios stammen und von Rhetorios übernommen worden sein könnte. Franz Boll vermerkt, dass Antiochus bei Vettius Valens und Ptolemäus, beide in der 1. Hälfte des 2. Jahrhunderts, nicht erwähnt wird, und datiert Antiochos um das Jahr 200.
Ein weiteres Werk beziehungsweise Teil des Sammelwerks des Antiochos ist ein Kalender, der von Franz Boll editiert worden ist. Dieser benennt nach Monaten geordnet jeweils in wenigen Sätzen die auf- oder untergehenden Sterne und Sternbilder und gegebenenfalls damit verbundene Wetterwechsel, das Ganze bezogen auf das Klima (also den Breitenkreis) von Alexandria. Boll sieht darin keinen Widerspruch, da Antiochos ja sehr wohl aus Athen stammen und in Alexandria gearbeitet haben könne.
Unter dem Namen des Antiochos wird auch eine Reihe von Hexametern überliefert, da aber Antiochos sonst nur Prosa verwendet, wird angenommen, dass diese Verse einen anderen Autor haben, zum Beispiel Dorotheos von Sidon.

## Ausgaben der Fragmente
- Franz Boll: CCAG I, 140–164; VII, 107–128.
- Franz Boll: Griechische Kalender I : Das Kalendarium des Antiochos. C. Winter, Heidelberg 1910, Digitalisat (Texte S. 11–16).
- Franz Cumont: CCAG VIII 3, 104–119 (vgl. VIII 4, 115–174).

Übersetzung
- Robert Schmidt, Robert Hand: Antiochus of Athens : The Thesaurus. The Golden Hind Press, 1993, Digitalisat.